# نهر الخاصة

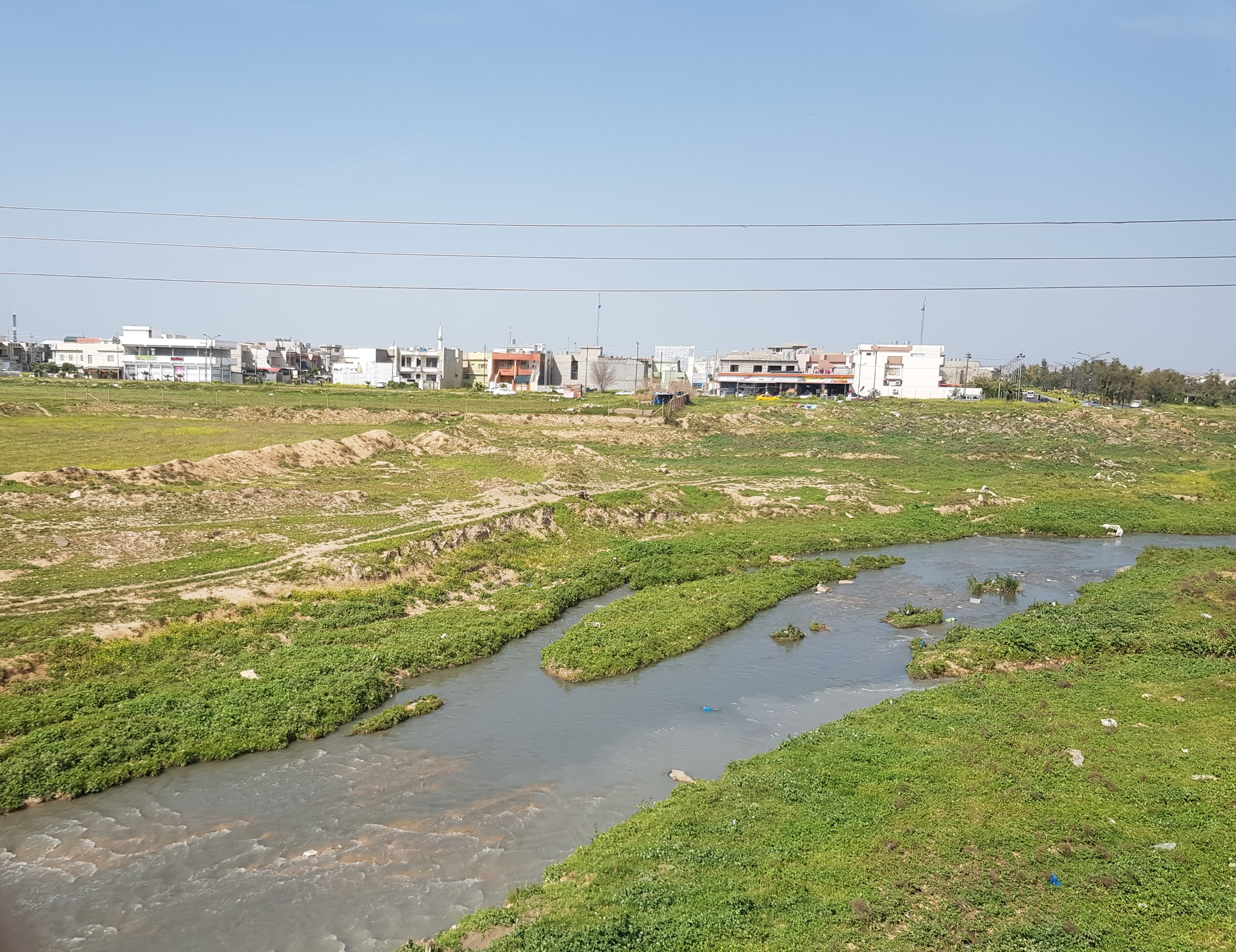
نهر الخاصة

نَهْرُ الْخَاصَةِ ويسمى كذلك بنهر خَاصَه صُو وهو نهر يمر في وسط مدينة كركوك في العراق.
يعتمد نهر الخاصة على الأمطار والسيول التي تهطل في فصل الشتاء إلى الوديان والجبال المحيطة بكركوك.
يجف نهر الخاصة كليًا في بعض الأحيان أثناء فصل الصيف ويتحول في بعض الأوقات الأخرى إلى نهر عالي جارف ذو فيضانات أثناء الشتاء كما حدث في خمسينيات قرن العشرين.
أعيد تنظيم توفير المياه لنهر الخاصة بعمل العديد من السدود الغاطسة (Weirs) في مجراه لتجميع المياه صيفًا، وهي لم تنجح للحد الذي كان متوقعًا فقد تحول النهر في بعض أجزائه القريبة من وسط مدينة كركوك إلى شبه مستنقعات تغطيها الأشنات.
يعتبر نهر الخاصة أحد روافد نهر دجلة.